# Bo Vilstrup (advokat)
 Der er flere personer med dette navn, se Bo Vilstrup.
Bo Foss Vilstrup (født 1. december 1942 i Gentofte, død 15. september 2022) var en dansk advokat.
Han var søn af landsretssagfører Uffe Vilstrup og hustru Annelise født Møller. Vilstrup gik på pension i 1998 og havde inden da været topadvokat og partner i advokatfirmaet Lett, Vilstrup og Partnere.
Han havde ligeledes været husadvokat for Nykredit og andre virksomheder.